# Jules Ruff
Pour les articles homonymes, voir Ruff.
Jules Ruff (30 octobre 1862, Fegersheim (Bas-Rhin) - 5 septembre 1917, Vadelaincourt (Meuse)) est un rabbin français, rabbin de Verdun, aumônier militaire israélite de la région fortifiée de Verdun, tombé au champ d'honneur pendant le bombardement de Vadelaincourt.

## Éléments biographiques
Jules Ruff est né le 30 octobre 1862 à Fegersheim, (Bas-Rhin).
Il fait ses études rabbiniques au Séminaire israélite de France (SIF).

### Rabbin de Verdun
Jules Ruff devient rabbin de Verdun.

### Première Guerre mondiale
Jules Ruff est aumônier titulaire israélite de la région fortifié de Verdun, détaché au centre hospitalier de Vadelaincourt (Meuse).
Il meurt le 5 septembre 1917 à l'hôpital no. 12 de Vadelaincourt des suites de blessures de guerre,. Pendant le bombardement de Vadelaincourt, il a les deux jambes emportées.
Une plaque commémorative se trouve dans la synagogue du Séminaire israélite de France (SIF), dans le 5e arrondissement de Paris.
Il est enterré au cimetière israélite de Verdun.